# Sertifera grandifolia
Sertifera grandifolia är en orkidéart som beskrevs av Louis Otho Otto Williams. Sertifera grandifolia ingår i släktet Sertifera och familjen orkidéer.
Artens utbredningsområde är Colombia. Inga underarter finns listade i Catalogue of Life.